# Ford C 100

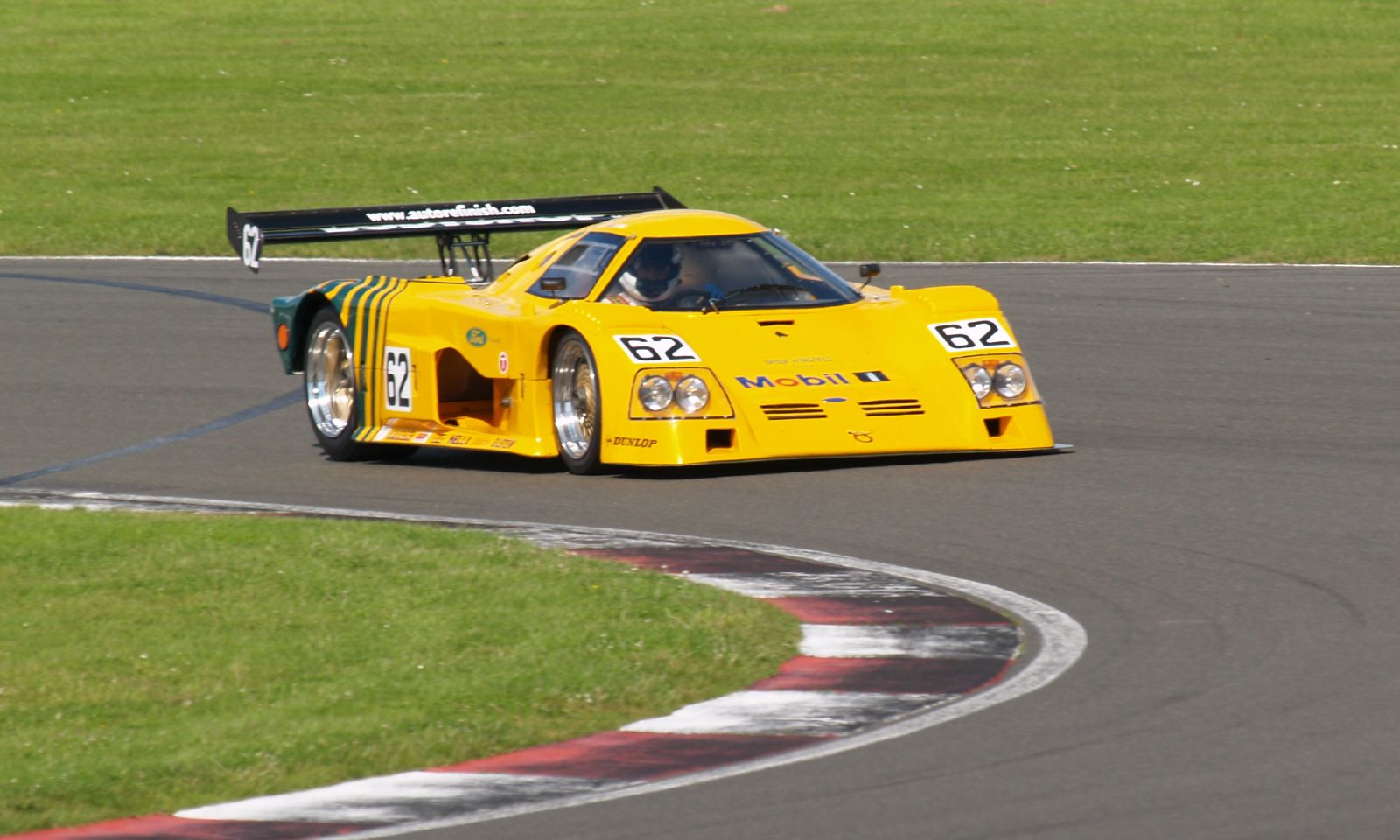
Ein Ford C 100 …

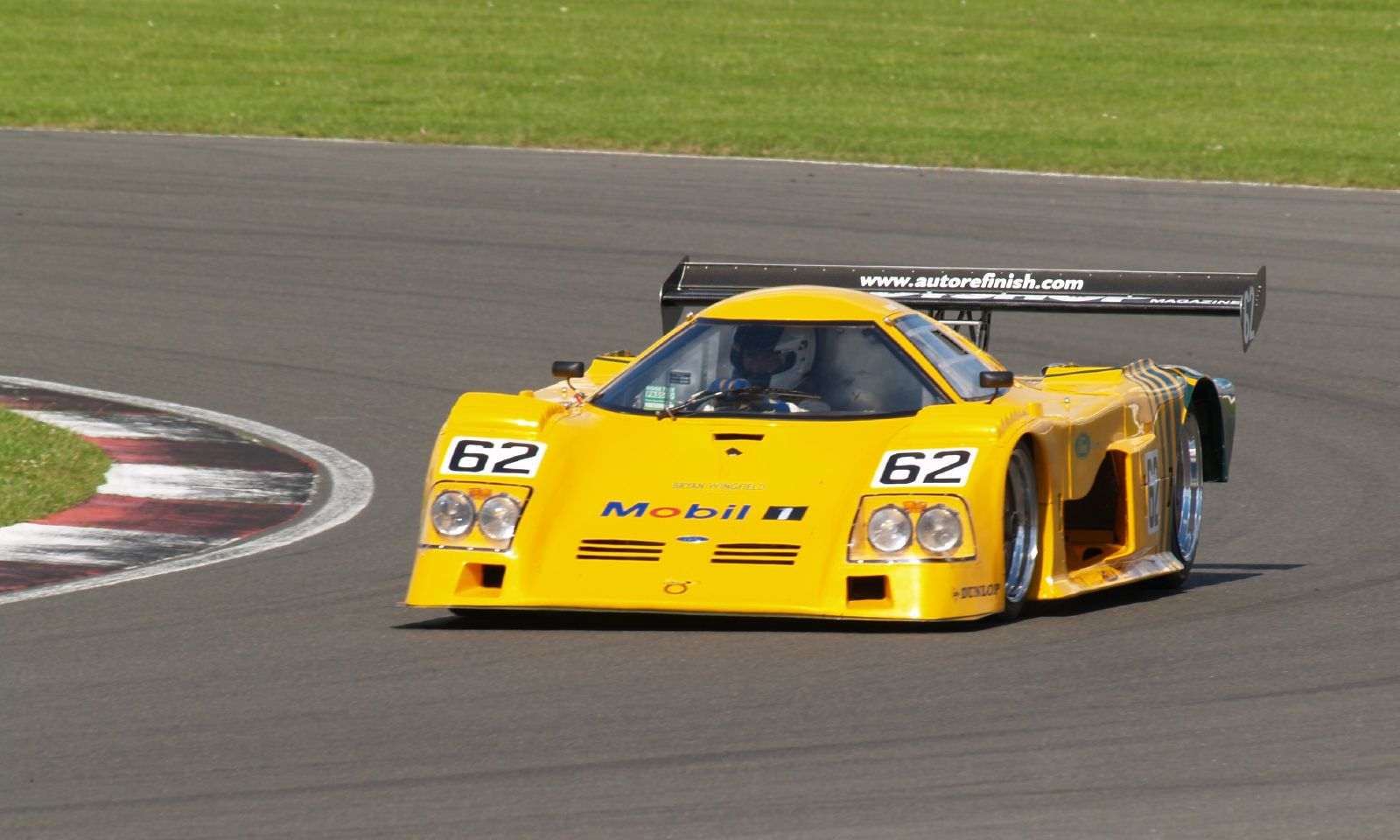
… beim Silverstone Classic 2007

Der Ford C 100 ist ein Sport-Prototyp des Pkw-Herstellers Ford, der nach den Regeln der ab 1982 gültigen Gruppe C in Köln entwickelt und aufgebaut wurde. Die Bezeichnung erinnert an den erfolgreichen Ford GT40 der 1960er Jahre und beinhaltet die Klassenbezeichnung (GT bzw. Gr. C) und die vorgeschriebene Dachhöhe (40 Zoll bzw. 100 Zentimeter).

## Entwicklung
In der Gruppe C war der Benzinverbrauch begrenzt, aber die Motorbauweise und der Hubraum fast beliebig wählbar. Dies ähnelt der Situation von 1975 in Le Mans, als nach der Ölkrise ähnliche Regeln galten. Der in der Formel 1 seit 1967 siegreiche Ford-Cosworth-DFV-V8-Motor, der zuvor auf Langstrecken durch Vibrationen stets problematisch gewesen war, war das Triebwerk in den drei erstplatzierten Fahrzeugen. Auch 1980 gewann ein Sportwagen mit Cosworth-Motor gegen einen verkappten Porsche 936 mit Turbomotor.
Somit gab Ford mit berechtigtem Optimismus grünes Licht für die Entwicklung des Sport-Prototypen C 100. Der Cosworth-Motor, der in der Formel 1 nun auch als kurzhubiger DFY-Dreiliter mit rund 386 kW (525 PS) gegen die Turbo-Motoren unterlegen war, wurde als DFL auf 3,9 Liter Hubraum vergrößert. Somit sollte er mehr Leistung und Drehmoment liefern können, zumal die Wettbewerber von Porsche und Lancia über Turbomotoren mit rund 441 kW (600 PS) verfügten. Darunter litt die Zuverlässigkeit des DFL, der in Le Mans 1982 und 1983 sowohl in den C 100 als auch in anderen Fahrzeugen enttäuschte. Die DFL-Variante des Cosworth-Motors wurde auf 3,3 Liter Hubraum reduziert. Das Ford-Werks-Projekt wurde Ende 1982 nach nur einer vollen Saison eingestellt, ähnlich wie schon der auch mit dem Cosworth-V8 bestückte Prototyp Ford P68 von 1968 und 1969.

## Renngeschichte
Ein C 100 war zwar von Alain de Cadenet für Le Mans 1981 gemeldet, der Werkswagen debütierte aber erst im Herbst 1981 bei den 1000 Kilometern von Brands Hatch. Manfred Winkelhock und Klaus Ludwig erzielten die Trainingsbestzeit, schieden jedoch im Rennen mit Getriebeschaden aus.
In der Sportwagen-Weltmeisterschaft waren die Ergebnisse durchwachsen. Beim 1000-km-Rennen am Nürburgring 1982 stellte Winkelhock den C 100 mit einer Zeit von 7:16,570 Minuten mit sieben Sekunden Vorsprung auf Lancia auf die Pole-Position. Er erzielte in der 25. Runde mit 7:23,87 Minuten (185,190 km/h) auch die schnellste Rennrunde, aber nach 32 von 44 Runden schieden Ludwig/Winkelhock mit Differential-Schaden aus. In Le Mans schieden beide Werkswagen früh mit Elektrikschaden aus. In Brands Hatch stellte Winkelhock zwar zwei von drei Werkswagen in die erste Startreihe, das beste Endergebnis erzielten jedoch Jonathan Palmer und Desiré Wilson mit Platz vier.
Nach dem werksseitigen Ausstieg waren die nun privat eingesetzten Ford C 100 in der Sportwagen-Weltmeisterschaft 1983 bedeutungslos.
In der Deutschen Rennsport-Meisterschaft debütierte der C 100 im März 1982 in Zolder. Der von Zakspeed eingesetzte orangefarbene „Jägermeister“-C-100 von Klaus Ludwig startete vom vierten Startplatz, schied aber aus. Klaus Niedzwiedz gewann in Zakspeeds altbewährtem Ford Capri Turbo der Gruppe 5. Auf dem Hockenheimring wiederholte sich dies, Ludwig kam aber noch als Zehnter in die Wertung. Die nächsten Rennen wurden ausgelassen, und zwei Monate später am Norisring waren gleich zwei C 100 am Start, auf den Plätzen vier und fünf. Manfred Winkelhock im weißen „Liqui-Moly“-Wagen fuhr die schnellste Rennrunde und wurde Zweiter, nur knapp geschlagen vom neuen Werks-Porsche 956. Noch besser lief es auf dem Hockenheimring im Rahmenrennen der DRM zum Großen Preis von Deutschland: Ludwig gelang trotz eines Frühstarts, der mit einer Zeitstrafe von einer Minute bestraft wurde, sowohl der Rennsieg als auch die schnellste Runde. Auch auf der Start- und Zielschleife des Nürburgrings gelang Ludwig ein Sieg.
Am Ende der DRM-Saison lagen zwei Piloten auf alten Porsche 936 vorne. Für 1983 war absehbar, dass die neuen Porsche 956 dominieren würden, was sie auch in der DRM taten: Porsche-Pilot Bob Wollek gewann sowohl 1982 als auch 1983, und Klaus Niedzwiedz wurde in beiden Jahren Dritter.
Zakspeed setzte auch 1983 modifizierte C 100 ein. Sie wurden als C1/8 bezeichnet, wenn der Achtzylinder eingebaut war, und C1/4 mit dem bewährten 4-Zylinder-Turbomotor mit 1,8 Liter Hubraum aus dem Gruppe-5-Capri, der 412 kW (560 PS) leistete. Mit dem V8 gelang Klaus Niedzwiedz ein Sieg in Hockenheim, Ludwig erzielte mit dem C1/4 die schnellste Runde. Das gelang Ludwig auch auf den Flugplatzkursen von Mainz-Finthen und Diepholz. Trotz je zwei zweiten und dritten Plätzen war jedoch absehbar, dass Siege fortan von einem Porsche 956 erzielt würden. Im Jahr 1984 waren diese auch fast unter sich, auch wenn die Zakspeed-Wagen noch zwei vierte Plätze erzielen konnten. Danach wechselte Zakspeed in die Formel 1.
In der Interserie wurden die C1/x von 1983 noch bis 1988 eingesetzt, in den ersten drei Jahren auch siegreich.